# ヨハン4世 (メクレンブルク公)
ヨハン4世（Johann IV., 1370年以前 - 1422年10月16日）は、メクレンブルク公（在位：1384年 - 1422年）。1395年から1412年まではアルブレヒト3世と、1412年以降はアルブレヒト5世と共同統治を行った。

## 生涯
ヨハン4世は、メクレンブルク公マグヌス1世とその妻エリーザベト・フォン・ポンメルン＝ヴォルガストの一人息子である。Ernst Bollは、著書『Die Geschichte Mecklenburgs（メクレンブルクの歴史）』第1部の中で、誤ってヨハン4世を「ヨハン3世」としている。
1384年に父が、1388年に従兄弟アルブレヒト4世が死去した後、ヨハン4世は叔父のアルブレヒト3世（スウェーデン王アルブレクト）と共同でメクレンブルクを統治した。しかし1389年にアルブレヒト3世はスウェーデン統治に関連してデンマーク軍に捕らえられ、ヨハン4世は1395年にアルブレヒト3世が釈放されるまでメクレンブルクを単独で統治した。また、1412年にアルブレヒト3世が死去した後、ヨハン4世はアルブレヒト3世の息子アルブレヒト5世と共同で統治した。
1419年2月13日、ヨハン4世、アルブレヒト5世およびロストック市議会は、ドイツ北部およびバルト海地域全体で最初の大学であるロストック大学を創設した。
ヨハン4世は叔父のアルブレヒト3世（アルブレクト）がスウェーデン王としての権利を行使するのを支援した。この時、ヨハン4世は私掠船の指導者として活動したとみられる。
ドイツ軍は900人の歩兵を擁し、その指導者はドイツ人でアルブレクトの親戚であるエニスと呼ばれた。もう一人の指導者は「Maekingborg」と呼ばれ、やはりアルブレクトの親戚であった。
この「エニス」がヨハン4世のこととみられる。

## 結婚と子女
ヨハン4世は2度結婚した。1度目はユッタ・フォン・ホーヤ（1415年没）と、2度目は1416年にザクセン＝ラウエンブルク公エーリヒ4世の娘カタリーナと結婚した。カタリーナの最初の結婚相手はヴェルレ＝ギュストロー領主ヨハン7世（1414年没）であった。カタリーナとの間に以下の子女をもうけた。
- ハインリヒ4世（1417年 - 1477年） - メクレンブルク公
- ヨハン5世（1422年 - 1442年） - メクレンブルク公